# Schenkendorfbrücke
Die Schenkendorfbrücke ist eine Schrägseilbrücke für die Straßenbahn sowie für Radfahrer und Fußgänger über die Schenkendorfstraße in München.
Sie wurde für die 2009 eröffnete Linie 23 der Straßenbahn München gebaut, die von der Münchner Freiheit zunächst über die Leopoldstraße, dann nach Norden über die Schenkendorfstraße, d. h. über den Mittleren Ring, hinweg zur sogenannten Parkstadt Schwabing fährt. An der Stelle der Schenkendorfbrücke befand sich bis 1990 eine Eisenbahnbrücke, auf der die Bahnstrecke München-Freimann–München-Schwabing die Schenkendorfstraße überquerte.

## Beschreibung
Die Schenkendorfbrücke überquert auf einer Länge von 84 m die Einhausung von vier aus dem Petueltunnel und von der Leopoldstraße kommenden Fahrspuren, die in den Tunnel und zur Leopoldstraße führenden offenen vier Fahrspuren der Schenkendorfstraße, die breiten Geh- und Radwege auf ihren beiden Seiten und – von außen nicht sichtbar – eine Tunnelröhre des Petueltunnels auf der südlichen Seite.
Die Brücke hat zwei getrennte, leicht nach oben gewölbte Brückendecks, die beide an einem schrägstehenden, ca. 34 m hohen Masten hängen. Die Straßenbahnbrücke mit zwei Gleisen und beiderseitigen schmalen Dienstwegen verläuft im Grundriss gerade unter dem geneigten Mast, die Radfahrer- und Fußgängerbrücke beschreibt einen leichten Bogen um die andere Seite des Mastes. Beide Brücken sind nur durch drei Querträger miteinander verbunden. Auf beiden Seiten der Straßenbahnbrücke sind diese Querträger mit sechs schrägen, 10 cm starken Seilen am Mastkopf angehängt. Die Fußgängerbrücke lagert außerhalb der Schrägseile auf den Querträgern. Der Mast ist mit vier Seilen nach Süden neben den Straßenbahngleisen rückverankert sowie mit zwei Seilen nach Westen neben der Einhausung.
Lange begrünte Rampen führen die Rasengleise und den Fuß- und Radweg zu den Widerlagern der Brücke hinauf. Von beiden Seiten der Schenkendorfstraße gelangt man auch über Treppen auf die Brücke. An der Südseite liegt die nach dem benachbarten Hochhaus benannte Haltestelle Am Münchner Tor unmittelbar vor der Brücke, aber nicht genau in ihrer Längsachse, so dass eine leichte Kurve optisch zur Abwechslung beiträgt. Auf der nördlichen Seite beschreibt die Trasse erst am unteren Ende der langen Rampe eine leichte Kurve, der Geh- und Radweg entfernt sich schon am oberen Ende von ihr.

## Technische Einzelheiten
Der 69 t schwere Mast steht auf einem Seitentunnel (Ausfahrt zur BAB München – Nürnberg) des Petueltunnels, dessen Decke deshalb schon beim Bau von normalerweise 70 cm auf 150 cm verstärkt wurde. Die Decke muss an dieser Stelle eine Auflast von 2200 Tonnen tragen. Die westliche Rückverankerung ist ebenfalls in den Tunnelblock integriert. Der Ankerblock der vier südlichen Abspannseile unmittelbar an der Haltestelle ist ein Teil des bis dort verlängerten Widerlagers aus Beton.
Der 7,40 m breite Fahrbahnträger der Straßenbahnbrücke besteht aus einem Trägerrost, das von zwei kastenförmigen Hauptlängsträgern und vier Längsträgern in der Achse der Schienen sowie den kastenförmigen Hauptquerträgern und weiteren, kleineren Querträgern gebildet wird. Der Trägerrost hat eine Bauhöhe von 1 m. Die Gleise sind auf der Brücke als Feste Fahrbahn verlegt. Außerhalb der Widerlager haben die Gleise lange Schienenauszugsvorrichtungen, um die Längenänderungen der Brücke aus Temperaturschwankungen auszugleichen.
Die Geh- und Radwegbrücke ist innen 4,50 m breit und besteht aus einem an der Bogeninnenseite angeordneten torsionssteifen Kasten  mit orthotroper Platte und mit auskragenden Querträgern im Abstand von ca. 3 m. Sie ist zu Rettungs- und Servicezwecken auch für ein 16-t-Fahrzeug ausgelegt.
Bauherr war die Landeshauptstadt München, deren Baureferat die Projekt- und Bauoberleitung hatte. Die Objektplanung und Gestaltung wurde von Mayr Ludescher Partner, Beratende Ingenieure mit Auer + Weber + Assoziierte, Freie Architekten BDA, erstellt, die Tragwerksplanung stammt ebenfalls von Mayr Ludescher Partner. Die Stahlbrücke wurde von Maurer Söhne gebaut.